# アングロ・インド料理

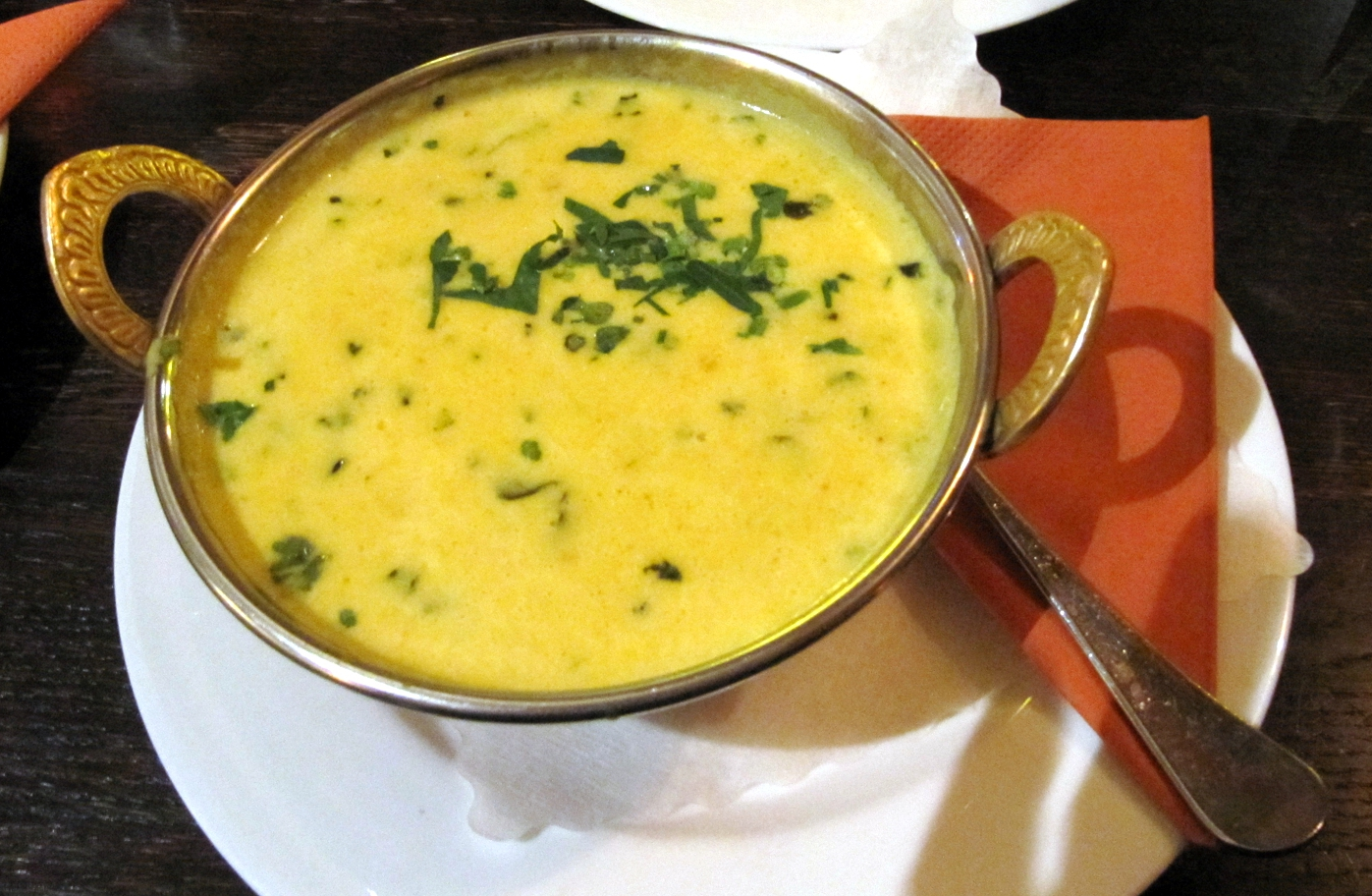
ムンバイで供された典型的なマリガトーニ

アングロ・インド料理（アングロ・インドりょうり、英: Anglo-Indian cuisine）は、イギリス領インド帝国の時代にインドでイギリス人既婚女性がインド人の料理人と交流して発展した料理である。
この料理としてケジャリー、マリガトーニ、pish pash（鶏肉とコメを煮込んだ料理）がイギリスの食卓に並んだ。イングランド料理に定着した数少ないアングロ・インド食品の1つがチャツネである。
アングロ・インド料理は、1930年代にVeeraswamyおよび少しの後続レストランによりイングランドにもたらされたが、典型的なインド料理レストランによるものではない。

## 歴史
アングロ・インド料理は、英国大佐Arthur Robert Kenney-Herbertにより、イギリス領インド帝国の西洋人妻がインド人料理人にいかに対応するか助言するために、1885年に詳細が記述された。その慣習の多くは「素晴らしい」と、1886年のインド英語の俗語語彙集『ホブソン=ジョブソン（Hobson-Jobson）』で記述された。近年、この料理を1990年にJennifer Brennanが、1993年にDavid Burtonが分析した。

## 料理

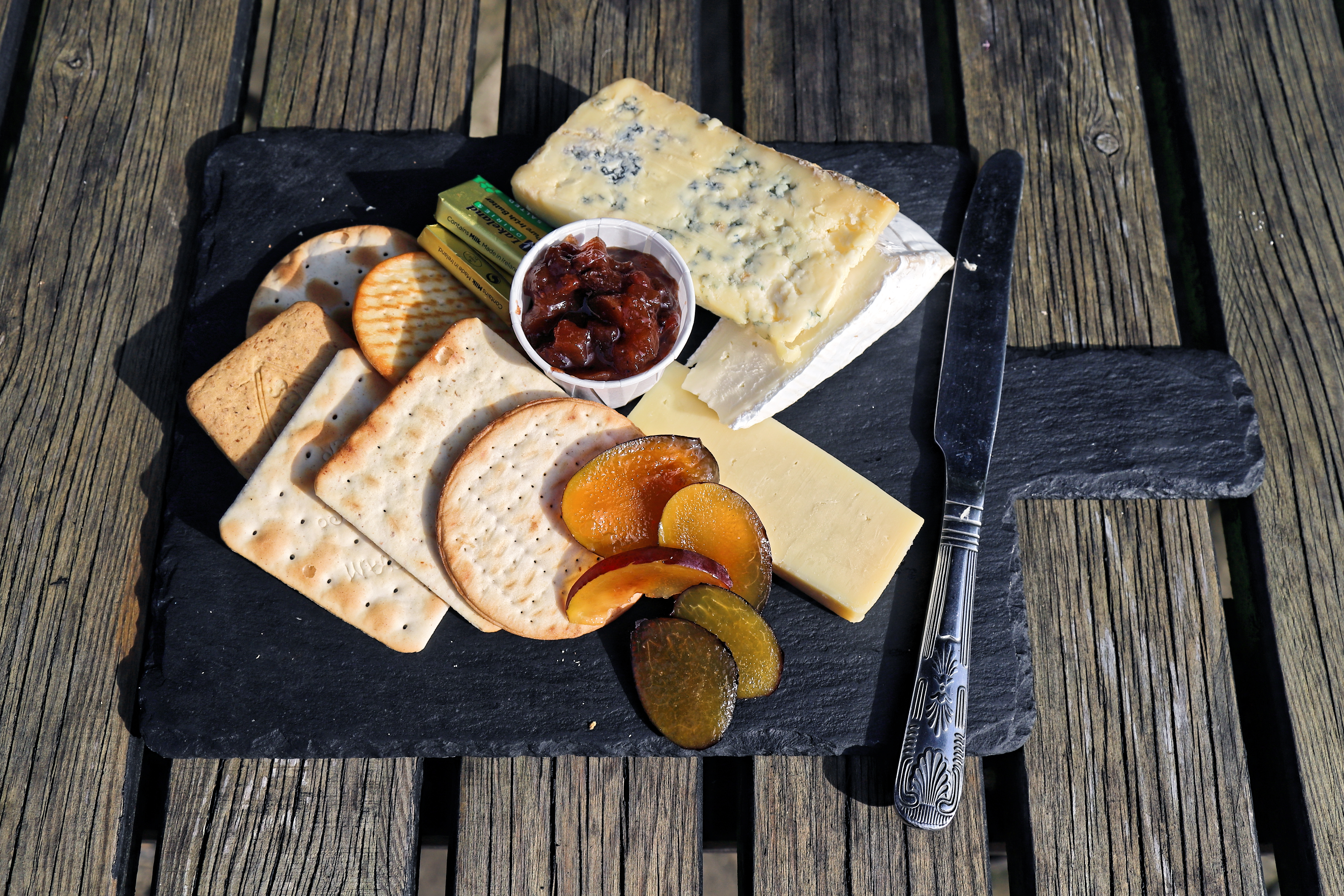
チーズ、クラッカー、プラムにチャツネが添えられる

広く知られたアングロ・インド料理には、チャツネ、牛タン塩漬け、ケジャリー、ミートボールカレー、魚肉のリッソール、マリガトーニスープがある。
イングランド料理で今も影響がある数少ないアングロ・インド料理の1つ、チャツネは果物、ナッツまたは野菜を甘く香辛料は少なめに作った調味料である。これは酸味のある果物と同量の精製砂糖が酸味のあるリンゴやルバーブに酢を加えたペクチンで反応させる伝統的なジャムの製法を借用する。典型的な例はMajor Grey's Chutneyである。
pish pashは『ホブソン=ジョブソン』で「小さな肉片入りのコメのスープで、多くの場合アイングロ・インドの保育で使う」と定義された。この言葉は19世紀中頃にAugustus Prinsepが最初に記録した。この名前はペルシア語で「粉々にする」の意味のpashidanからのpash-pashより転じた。この料理の説明が1909年の『The Cookery Book of Lady Clark of Tillypronie』に記載された。

## レストラン

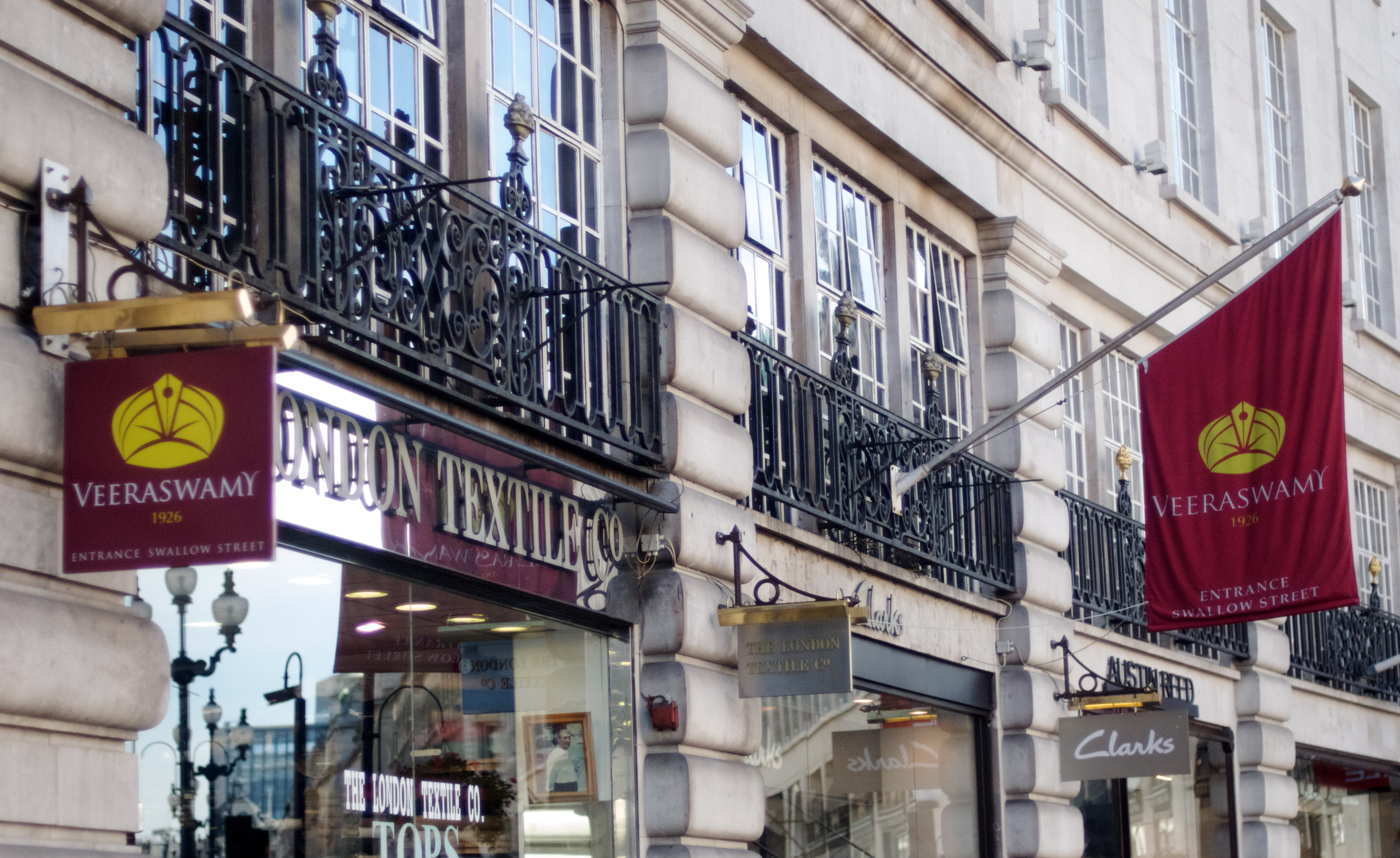
Veeraswamy

ロンドンのリージェント・ストリートに1926年から店を構えるVeeraswamyなどのイギリスの老舗レストランのいくつかがアングロ・インド料理を供し、だいぶ後に、1990年に開店した姉妹店レストランのChutney Maryが続いた。E.P. Veeraswamyは彼の『Indian Cookery（インド料理）』を、この書名の本で1936年に記述した。しかしながら、後に多くのインド料理レストランは、イギリス市民によく知られる標準的な多種多様に組み合わせたインド料理に戻った。